# أوليغ ياكوفليف
أوليغ ياكوفليف (بالروسية: Олег Яковлев)‏ هو لاعب كرة قدم روسي في مركز الدفاع، ولد في 16 يونيو 1997. لعب مع نادي دينامو سانت بطرسبرغ ‏.